# Louis Jordan (Politiker)
Louis Jordan (* 17. September 1837 in Berlin; † 6. Dezember 1902 ebenda) war Landwirt und Mitglied des Deutschen Reichstags.

## Leben
Jordan war der Spross einer hugenottischen Familie und Mitglied der französischen Kolonie in Berlin. Er besuchte die landwirtschaftliche Akademie und Universität in Jena von 1859 bis 1861. Zwischen 1856 und 1859 und von 1862 bis 1864 hatte er auf verschiedenen Gütern in der Mark und Schlesien die Landwirtschaft erlernt und 1864 das Gut Lindenhoff bei Rawitsch gekauft. Dieses hat er bis 1874 besessen, war dann erst nach Glogau und 1888 nach Berlin gezogen. In Glogau war er von 1876 bis 1888 Mitglied, von 1880 bis 1888 Vorsteher der Stadtverordnetenversammlung, Mitglied der Schuldeputation, des Sparkassenkuratoriums und des Kreistages. Ab 1889 war er erster Vorsitzender des Berliner Handwerker-Vereins und Herausgeber des Volkskalenders „Der gute Kamerad“.
Von 1890 bis 1893 war er Mitglied des Deutschen Reichstags für den Wahlkreis Regierungsbezirk Liegnitz 1 Grünberg, Freystadt und die Deutsche Reichspartei.